# Мальцан, Луиза
Луиза Мальцан (нем. Luise Malzahn, род. 9 июня 1990 года) — немецкая дзюдоистка, призёрка чемпионатов мира, Европы и Европейских игр.

## Биография
Родилась в 1990 году. В 2011 году стала бронзовой призёркой чемпионата Европы. В 2015 году завоевала серебряную медаль Европейских игр.
В 2020 году на чемпионате Европы в ноябре в чешской столице, Луиза смогла завоевать серебряную медаль турнира в категории до 78 кг. В финале уступила французской спортсменке Мадлен Малонге.